# María de Artois
María de Artois Señora de Merode, nació en 1291, fue la cuarta hija de Felipe de Artois y Blanca de Bretaña.

## Matrimonio
María se casó con Juan I, Marqués de Namur, hijo de Guy de Dampierre, conde de Flandes y marqués de Namur, y su segunda esposa Isabelle de Luxemburgo. Se casaron por poderes en París, el 6 de marzo de 1310, confirmado en Poissy, en enero de 1313. Juan le concedió como dote el castillo de Wijnendale en Flandes, ratificado por el conde de Flandes (el hermanastro de Juan, Robert III) en 1313.

## Hijos
| Nombre                                                                          | Duración                               | Notas |  |
| ------------------------------------------------------------------------------- | -------------------------------------- | --- |  |
| Juan de Namur Marqués de Namur                                                  | 1310/12 - 2 de abril de 1335           | Sucedió a su padre en 1330 como Juan II, marqués de Namur. Enterrado en Kloster Spaltheim. |  |
| Guy de Namur Marqués de Namur                                                   | 1311/13 - 12 de marzo de 1336          | Sucedió a su hermano en 1335 como Guy II, Marqués de Namur. |  |
| Enrique de Namur                                                                | 1312/13 – 8 de octubre de 1333         | Canónigode la Catedral de Chartres; Canónigo en la Catedral de Cambrai, 1324; Canónigo en Châlons-en-Champagne y Reims, 1325. |  |
| Felipe de Namur Marqués de Namur                                                | 1319 - Septiembre de 1337              | Sucedió a su hermano en 1336 como Felipe III, Marqués de Namur. Asesinado en Famagusta, Chipre. |  |
| Blanca de Namur Reina consorte de Suecia y Noruega                              | 1320 - otoño de 1363                   | Fue acusada por la noble Birgitta Birgersdatter (Santa Brígida de Suecia) de haber envenenado al hijo de esta última, cuya inocencia del crimen sólo se probó a finales del siglo XVIII. Vivió en el castillo de Tønsberghus en Noruega desde 1358, debido a la situación política en Suecia, y administró los feudos de Vestfold y Skienssysla. Se casó el 5 de noviembre de 1335 en Bohus Castle con Magnus II Eriksson de Suecia. Fue depuesto en 1344 como rey de Noruega, y en 1363 como rey de Suecia.                                         |  |
| María de Namur Gräfin von Vianden Dama de Pierrepont                            | 1322 - antes del 29 de octubre de 1357 | Casada en primeras nupcias, en 1335/36, con Enrique II, Graf de Vianden, hijo de Felipe II, Graf de Vianden y su primera esposa Lucía von der Neuerburg. Su primer marido fue asesinado en Famagusta en septiembre de 1337. Casada en segundas nupcias (1340, dispensa del 9 de septiembre de 1342) con el primo segundo de su padre, Teobaldo de Bar, Señor de Pierrepont, hijo de Erard de Bar, Señor de Pierrepont y de Ancerville (siendo él hijo de Teobaldo II de Bar), y su esposa Isabelle de Lorena (hija de Teobaldo II, Duque de Lorena). |  |
| Margarita de Namur                                                              | 1323 - 13 de septiembre de 1383        | Monja en Peteghem. |  |
| Guillermo de Namur Marqués de Namur                                             | 1324 - 1 de octubre de 1391            | Sucedió a su hermano en 1337 como Guillermo I "el Rico", Marqués de Namur. Enterrado en el convento franciscano de Namur. Padre de Guillermo II, Marqués de Namur, y Juan III, Marqués de Namur, que vendió Namur a Felipe el Bueno. |  |
| Roberto de Namur Señor de Beaufort-sur-Meuse y de Renaix; Mariscal de Brabante. | 1325 - 1/29 de abril de 1391           | Señor de Beaufort-sur-Meuse y de Renaix; Mariscal de Brabante. Casado en primeras nupcias (dispensa del 18 de octubre de 1354) con Isabelle de Henao, hermana de Felipa de Henao, hija de Guillermo I de Henao, Conde de Henao y su esposa Juana de Valois. Casado en segundas nupcias con (el 4 de febrero de 1380) Isabel de Melun, heredera de Viane, hija de Hugues de Melun, Señor de Antoing (muerto en 1409). Roberto tuvo dos hijos ilegítimos de amantes desconocidas.                                                                      |  |
| Luis de Namur Señor de Peteghem y de Bailleul                                   | 1325 - 1378/86                         | Señor de Peteghem y de Bailleul. Consejero flamenco. Gobernador de Namur en 1351. Casado el 17 de mayo de 1365 con Isabel de Roucy, dama de Roucy, hija y heredera de Roberto II, conde de Roucy y su esposa Marie de Enghien (-desde 1396). |  |
| Isabel de Namur electora palatina                                               | 1329 - 29 de marzo de 1382             | Casada con Ruperto I, elector palatino, en otoño de 1350 o en el verano de 1358. Murió sin hijos en Heidelberg. |  |